# Thorigny-sur-Oreuse
Thorigny-sur-Oreuse és un municipi francès, situat al departament del Yonne i a la regió de Borgonya - Franc Comtat. L'any 2007 tenia 1.448 habitants.

## Demografia

### Població
El 2007 la població de fet de Thorigny-sur-Oreuse era de 1.448 persones. Hi havia 622 famílies, de les quals 197 eren unipersonals (79 homes vivint sols i 118 dones vivint soles), 209 parelles sense fills, 173 parelles amb fills i 43 famílies monoparentals amb fills.
La població ha evolucionat segons el següent gràfic:
Habitants censats

### Habitatges
El 2007 hi havia 876 habitatges, 634 eren l'habitatge principal de la família, 150 eren segones residències i 92 estaven desocupats. 780 eren cases i 73 eren apartaments. Dels 634 habitatges principals, 515 estaven ocupats pels seus propietaris, 97 estaven llogats i ocupats pels llogaters i 21 estaven cedits a títol gratuït; 30 tenien una cambra, 74 en tenien dues, 128 en tenien tres, 152 en tenien quatre i 249 en tenien cinc o més. 471 habitatges disposaven pel capbaix d'una plaça de pàrquing. A 271 habitatges hi havia un automòbil i a 270 n'hi havia dos o més.

### Piràmide de població
La piràmide de població per edats i sexe el 2009 era:
| Homes | Edats   | Dones |
| ----- | ------- | ----- |
| 4     | 95 o +  | 0     |
| 8     | 90 a 94 | 24    |
| 16    | 85 a 89 | 32    |
| 24    | 80 a 84 | 28    |
| 20    | 75 a 79 | 36    |
| 44    | 70 a 74 | 40    |
| 32    | 65 a 69 | 28    |
| 40    | 60 a 64 | 12    |
| 36    | 55 a 59 | 32    |
| 40    | 50 a 54 | 52    |
| 52    | 45 a 49 | 40    |
| 56    | 40 a 44 | 60    |
| 40    | 35 a 39 | 40    |
| 24    | 30 a 34 | 32    |
| 24    | 25 a 29 | 20    |
| 28    | 20 a 24 | 36    |
| 48    | 15 a 19 | 40    |
| 44    | 10 a 14 | 32    |
| 40    | 5 a 9   | 40    |
| 32    | 0 a 4   | 20    |

## Economia
El 2007 la població en edat de treballar era de 878 persones, 619 eren actives i 259 eren inactives. De les 619 persones actives 581 estaven ocupades (308 homes i 273 dones) i 38 estaven aturades (23 homes i 15 dones). De les 259 persones inactives 113 estaven jubilades, 62 estaven estudiant i 84 estaven classificades com a «altres inactius».

### Ingressos
El 2009 a Thorigny-sur-Oreuse hi havia 661 unitats fiscals que integraven 1.533 persones, la mediana anual d'ingressos fiscals per persona era de 18.323 €.

### Activitats econòmiques
Dels 71 establiments que hi havia el 2007, 1 era d'una empresa alimentària, 4 d'empreses de fabricació d'altres productes industrials, 21 d'empreses de construcció, 11 d'empreses de comerç i reparació d'automòbils, 5 d'empreses de transport, 1 d'una empresa d'hostatgeria i restauració, 1 d'una empresa d'informació i comunicació, 2 d'empreses financeres, 7 d'empreses immobiliàries, 7 d'empreses de serveis, 7 d'entitats de l'administració pública i 4 d'empreses classificades com a «altres activitats de serveis».
Dels 27 establiments de servei als particulars que hi havia el 2009, 1 era una oficina de correu, 2 oficines bancàries, 1 taller de reparació d'automòbils i de material agrícola, 7 paletes, 1 guixaire pintor, 3 fusteries, 5 lampisteries, 1 electricista, 1 empresa de construcció, 2 perruqueries i 3 agències immobiliàries.
Dels 2 establiments comercials que hi havia el 2009, 1 era una botiga de més de 120 m² i 1 una botiga de menys de 120 m².
L'any 2000 a Thorigny-sur-Oreuse hi havia 28 explotacions agrícoles que ocupaven un total de 1.932 hectàrees.

## Equipaments sanitaris i escolars
L'únic equipament sanitari que hi havia el 2009 era una farmàcia.
El 2009 hi havia una escola elemental.

## Poblacions més properes
El següent diagrama mostra les poblacions més properes.